# Karel Wälzer
Karel Wälzer, češki hokejist, * 28. avgust 1888, Plzeň, † januar 1948, Praga.
Wälzer je bil hokejist kluba ČSS Praga, za češko (bohemsko) reprezentanco je nastopil na enem evropskem prvenstvu, na katerem je dosegel zlato medaljo, za češkoslovaško reprezentanco pa na enih olimpijskih igrah, kjer je bil dobitnik bronaste medalje, in enem evropskem prvenstvu, kjer je bil dobitnik po srebrne medalje.